# Osservatorio europeo dell'audiovisivo
L'Osservatorio europeo dell'audiovisivo (OEA) è stato istituito dal Consiglio d'Europa come un "accordo parziale". La sua base giuridica è la  resolution (92) 70 del  Comitato dei ministri del Consiglio d'Europa, del 15 dicembre 1992. L'idea per l'Osservatorio nacque durante l'Assise dell'audiovisivo europeo nel 1989, ed è stato attivamente seguito da Audiovisual Eureka durante gli anni 1989 fino al 1992.
L'osservatorio fornisce informazioni statistiche e analitiche nei campi di: cinema, televisione, video/DVD, nuovi servizi di media audiovisivi e di politica pubblica in materia di cinema e televisione.

## Informazione
Queste informazioni sono disponibili sotto forma di: relazioni di mercato, statistiche e analisi finanziarie, nonché rapporti giuridici e aggiornamenti sulle varie notizie. L'informazione è distribuita dall'Osservatorio sotto forma di prodotti e servizi, alcuni disponibili per l'acquisto, molti gratuiti: pubblicazioni di stampa, informazioni on-line, database e directory, e contributi per conferenze e workshop.

## Scopo
L'Osservatorio raccoglie, elabora e distribuisce le informazioni sul settore audiovisivo nei suoi Stati membri, nonché sul lavoro di organizzazioni internazionali. Occasionalmente segue anche gli sviluppi in altri territori. Le informazioni fornite dall'Osservatorio europeo dell'audiovisivo sono rivolte a professionisti che operano nel settore audiovisivo: produttori, distributori, esercenti, emittenti e altri fornitori di servizi di media, organizzazioni internazionali in questo settore, decisori all'interno dei vari enti pubblici responsabili per i media, legislatori nazionali ed europei, giornalisti, ricercatori, avvocati, investitori e consulenti.

## Statuto e risorse
L'Osservatorio europeo dell'audiovisivo ha sede a Strasburgo, in Francia. Il bilancio dell'Osservatorio è finanziato principalmente da contributi diretti dei suoi Stati membri e dall'Unione europea, rappresentata dalla Commissione europea, e in parte attraverso i ricavi derivanti dalla vendita dei propri prodotti e servizi.

## Squadra
Il  Direttore Esecutivo, Susanne Nikoltchev, è a capo di una squadra multi-culturale proveniente da diversi paesi europei. Strutturalmente, l'Osservatorio è diviso in due dipartimenti: il  Dipartimento per l'informazione su mercati e finanziamento diretto dal dottor  André Lange, il  Dipartimento per l'informazione legale diretto dalla dottoressa italiana  Maja Cappello.
Questi due dipartimenti sono responsabili della raccolta, l'elaborazione e la modifica di tutte le informazioni dell'Osservatorio che vengono distribuito sotto forma di prodotti e servizi. L'Osservatorio ospita anche la segreteria della European Platform of Regulatory Authorities (EPRA), di cui la dottoressa Maja Cappello è vicepresidentessa, permettendo così la cooperazione tra i due organismi nel campo della raccolta di informazioni. Le lingue ufficiali dell'Osservatorio europeo dell'audiovisivo sono inglese, francese e tedesco.

## Sede centrale

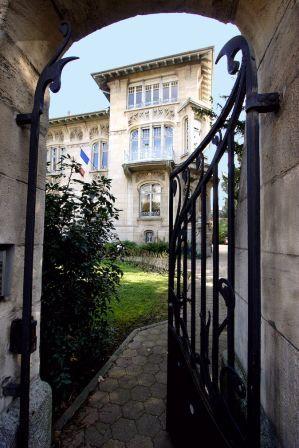
La Villa Schutzenberger è un edificio ottocentesco che è diventato la sede dell'Osservatorio europeo dell'audiovisivo

L'Osservatorio ha sede nella famosa villa Schutzenberger in stile Art Nouveau nel quartiere europeo  di Strasburgo. Questo spazio è messo a disposizione dalla Città di Strasburgo.

## Rete
L'Osservatorio europeo dell'audiovisivo ha costruito e gestisce una rete europea unica da cui raccoglie le sue informazioni. Questa rete è composta da:
- organizzazioni e istituzioni socie
- fornitori di informazioni professionali
- corrispondenti selezionati

## Membri
L'Osservatorio europeo dell'audiovisivo è composto da 41 stati membri. Anche l'Unione europea, rappresentata dalla Commissione europea, è un membro. I membri dell'Osservatorio sono rappresentati dal proprio consiglio direttivo, che si riunisce due volte l'anno al fine di adottare il piano d'azione dell'Osservatorio e approvare il bilancio. I rappresentanti del Consiglio Direttivo, di solito, provengono da quei ministeri e istituzioni nazionali che si occupano di politica culturale e audiovisiva.

### Membri dell'Osservatorio europeo dell'audiovisivo
- Albania
- Armenia
- Austria
- Belgio
- Bosnia ed Erzegovina
- Bulgaria
- Cipro
- Croazia
- Danimarca
- Estonia
- Finlandia
- Francia
- Germania
- Georgia
- Grecia
- Irlanda
- Islanda
- Italia
- Lettonia
- Liechtenstein
- Lituania
- Lussemburgo
- Macedonia del Nord
- Malta
- Marocco (dal 2013)
- Monaco
- Norvegia
- Paesi Bassi
- Polonia
- Portogallo
- Regno Unito
- Rep. Ceca
- Romania
- Russia
- Slovacchia
- Slovenia
- Spagna
- Svezia
- Svizzera
- Turchia
- Ungheria
- Unione europea

## Consulenti
Il  comitato consultivo dell'osservatorio è composto dai rappresentanti delle principali organizzazioni professionali europee, nonché da organizzazioni partner dell'Osservatorio. Esso si riunisce periodicamente al fine di consigliare l'Osservatorio sui bisogni informativi dei professionisti del settore audiovisivo.

## Informazioni su mercati e finanziamento
Pubblicazioni di stampa:
- Il Yearbook-Film, televisione e video in Europa
- FOCUS - Tendenze del mercato mondiale cinematografico

Relazioni tematiche:
- Finanziamenti pubblici per lavori cinematografici e audiovisivi in Europa
- Imprese di distribuzione cinematografica in Europa
- Televisione nella Federazione Russa
- Video on demand in Europa

Databases/Directory:
- LUMIERE - banca dati di libero accesso per i film usciti in Europa[1]
- KORDA - banca dati di libero accesso a finanziamenti pubblici per il settore cinematografico e audiovisivo in Europa[2]
- MAVISE - bancadati su TV e servizi on-demand audiovisivi e su società in Europa EU-27 e nei paesi candidati (finanziato dalla DG Communication of the European Commission) - operativo dalla fine del 2007.

## Informazioni legali
Pubblicazioni
- Iris Legal Observations  - Notiziario mensile[3]
- Iris plus - Supplemento a Iris, che offre un confronto sulla tematica dei sistemi giuridici nazionali in Europa, nonché una panoramica del contesto giuridico europeo[4]
- Iris Special - riporta specifici temi legali nel campo audiovisivo come il dibattito politico e il ruolo dei media[5]

Databases/Directory
- IRIS MERLIN - bancadati di libero accesso sulle materie audiovisive legali in Europa.[6]